# 더그 웨이트
더글러스 대니얼 웨이트(영어: Douglas Daniel Weight, 1971년 1월 21일~)는 미국의 아이스하키 선수, 지도자로 현역 시절 포지션은 센터이다. 내셔널 하키 리그(NHL)에서 19시즌을 뛰며 뉴욕 레인저스, 에드먼턴 오일러스, 세인트루이스 블루스, 캐롤라이나 허리케인스, 애너하임 덕스, 뉴욕 아일런더스 소속으로 뛰었다.
국제 대회에서는 미국 국가대표팀 선수로 활동하였다. 그는 올림픽 3회, 세계 선수권 대회 3회, 월드컵 2회 참가했고, 2002년 동계 올림픽에서 은메달을 획득했다. 